# 바레인 증권거래소
바레인 증권거래소(아랍어: بورصة البحرين)은 바레인의 증권거래소다. 거래소 상장기업은 2017년 기준 42개사다. 거래소는 일요일부터 목요일까지 운영된다.